# Szent István Kórház
A Szent István Kórház, eredeti nevén Szent István Közkórház egy nagy múltú  egészségügyi intézmény, amely ma a Fővárosi Önkormányzat Egyesített Szent István és Szent László Kórház és Rendelőintézet részeként üzemel.

## Története
A Szent István Kórház 1885. augusztus 5-én nyílt meg Hauszmann  Alajos tervei alapján  Üllői úti Új kórház néven. Az államalapító király nevét 1894-ben vette fel. A saját korában igen korszerű intézmény 8 pavilont kapott, amelyekben 8 különböző orvosi osztályt létesítettek. A teljes kórház befogadóképességét 656 betegre tervezték.
1907 és 1966 között Gyermekosztállyal is működött az épületekben, ez később önállósult Apáthy István Gyermekkórház néven. 1911-től fiókkórházként a Telepy utcában egy újabb épület is a kórház kezelésébe került. 1919-ben már 800 ággyal működött az intézmény. 1922 és 1924 között itt találtak helyet a felvidéki elcsatolásokkal kapcsolatban a később Pécsre költözött pozsonyi Erzsébet Tudomány Egyetem Sebészeti Klinikájának is. 1932-ben a Bajcsy-Zsilinszky kórház létrejöttével megszűnt a Telepy utcai fiókkórház. Az alapításától 1935-ig eltelt 50 évig körülbelül 830.000 beteg fordult meg a teljes kórházban.
A II. világháború alatt tovább működött az intézményt, de 1944-ben a bombatámadások miatt több osztályt a pincehelyiségekbe telepítettek. A világháború után megindultak a fejlesztések és 1946-ban 21 épület 43 kórtermében már 1532 kórházi ágyon kezelte 60 orvos, 143 ápoló és 90 szerzetes nővér a különböző időpontokban látogató 38.707 beteget. 1952-ben új fül-orr-gégészeti osztály, 1957-ben kardiológiai laboratórium nyílt, amely később Országos Kardiológiai Intézetként önállósodott. Az 1960-ban 75 évessé vált kórház emlékkönyvet adott ki múltjáról.

### Egyesítés
2007. június 30-án a Szent István Kórházat és a Szent László Kórházat, valamint a Merényi Gusztáv Kórházat és a Jahn Ferenc Rehabilitációs Centrumot egyesítették. Az így létrejött nagy kiterjedésű Fővárosi Önkormányzat Egyesített Szent István és Szent László Kórház és Rendelőintézet a 2010-es évek közepén évente mintegy 140 000 beteget fogadott.

## Képtár

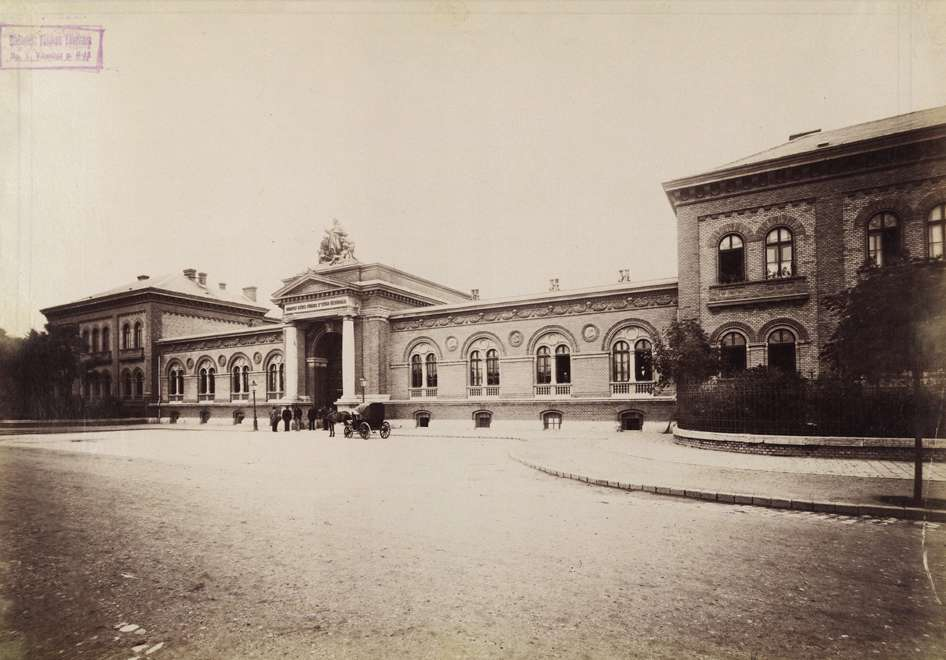
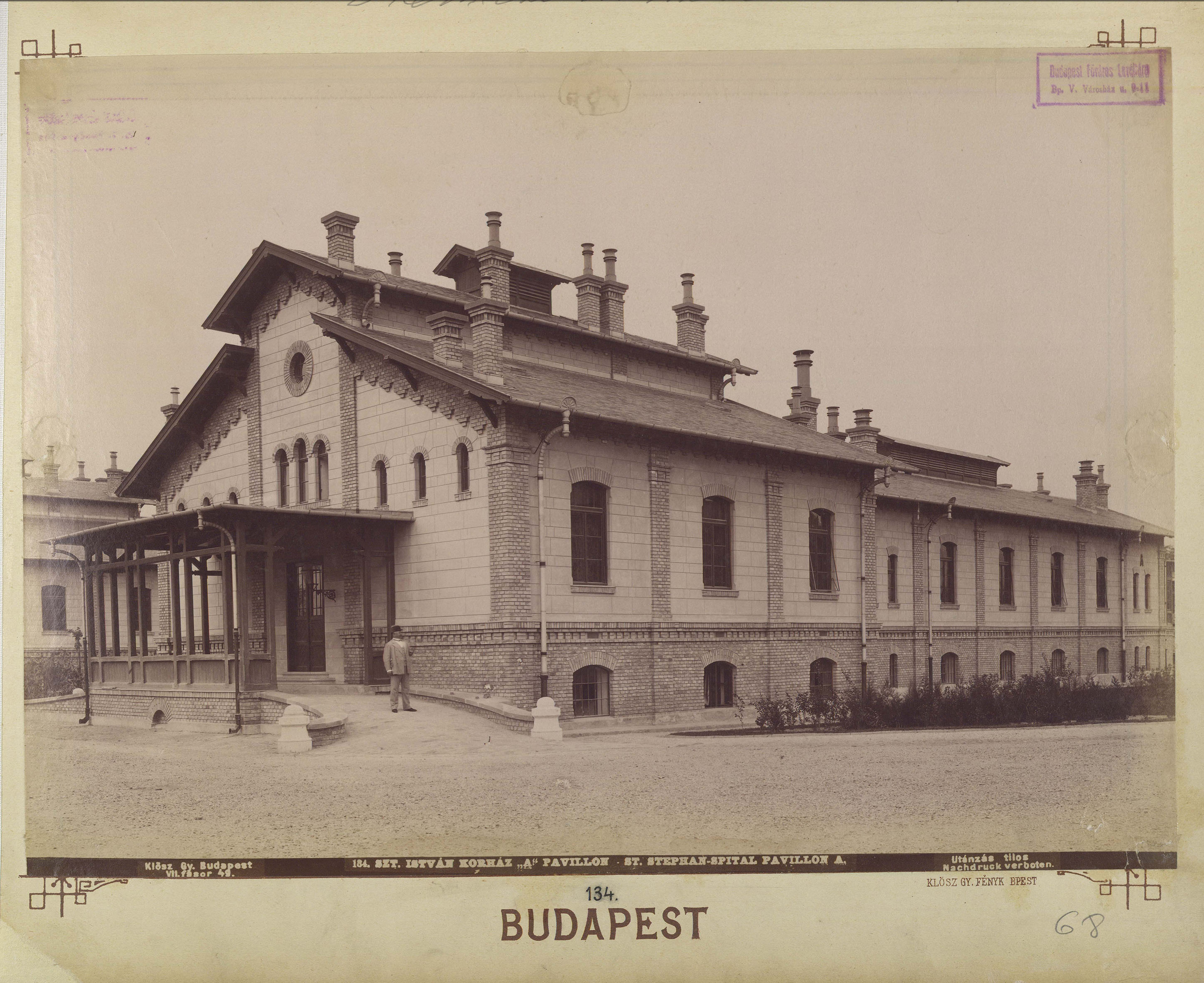
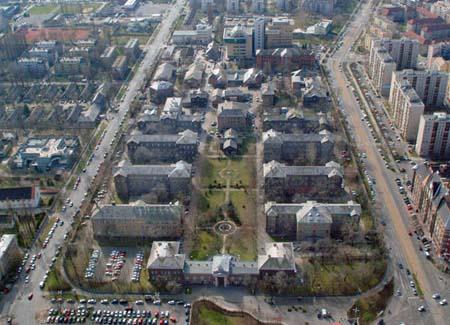
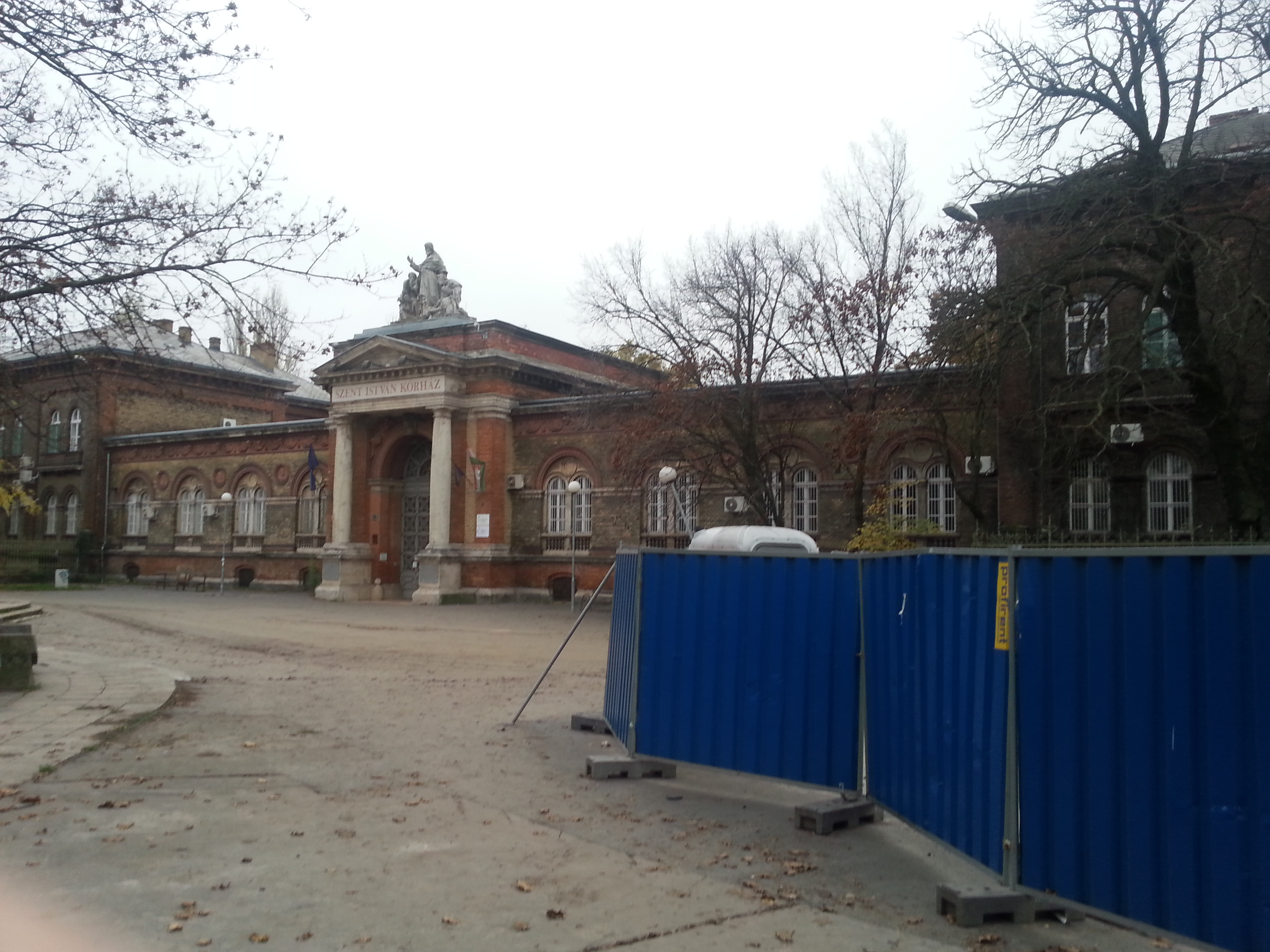
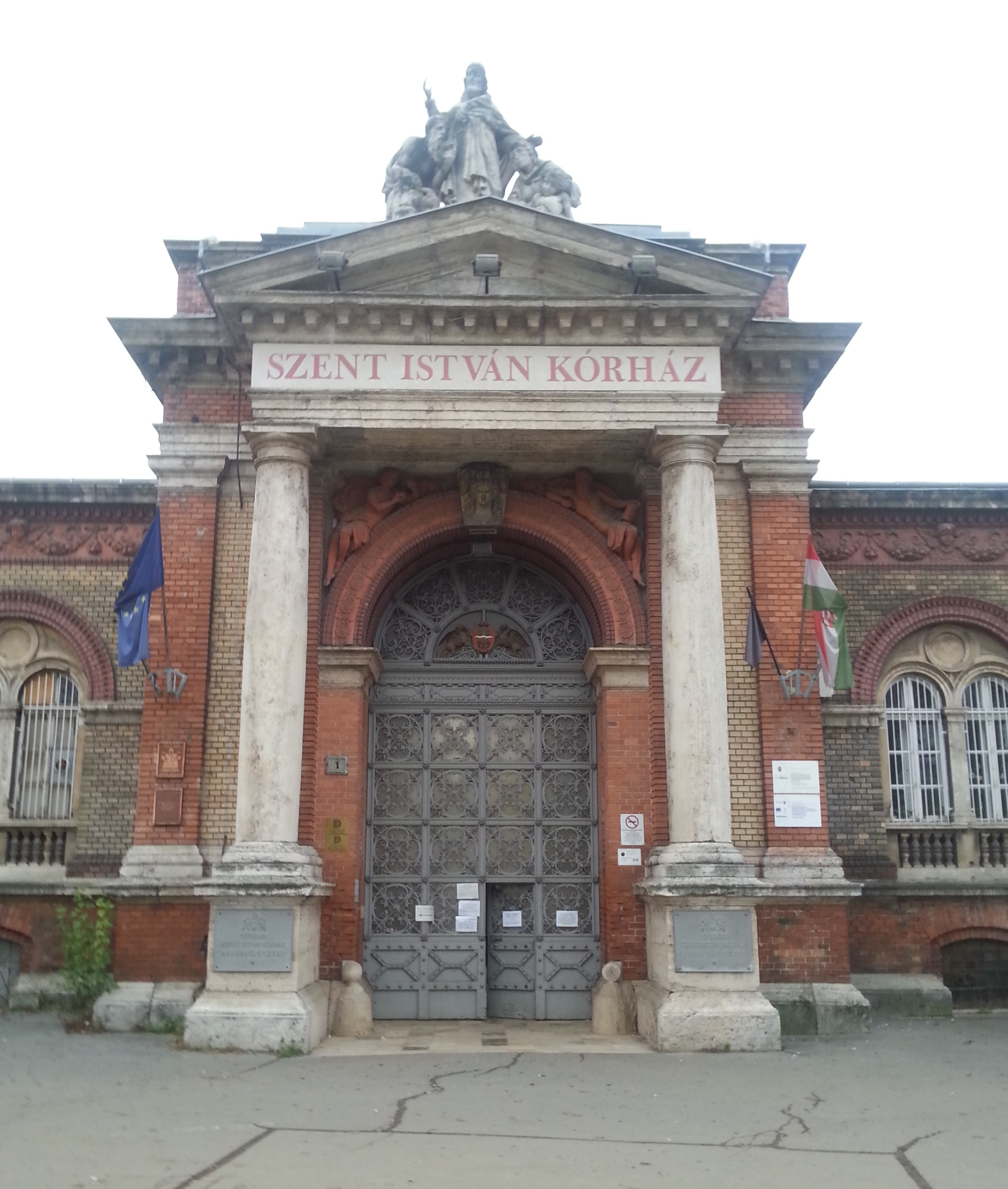
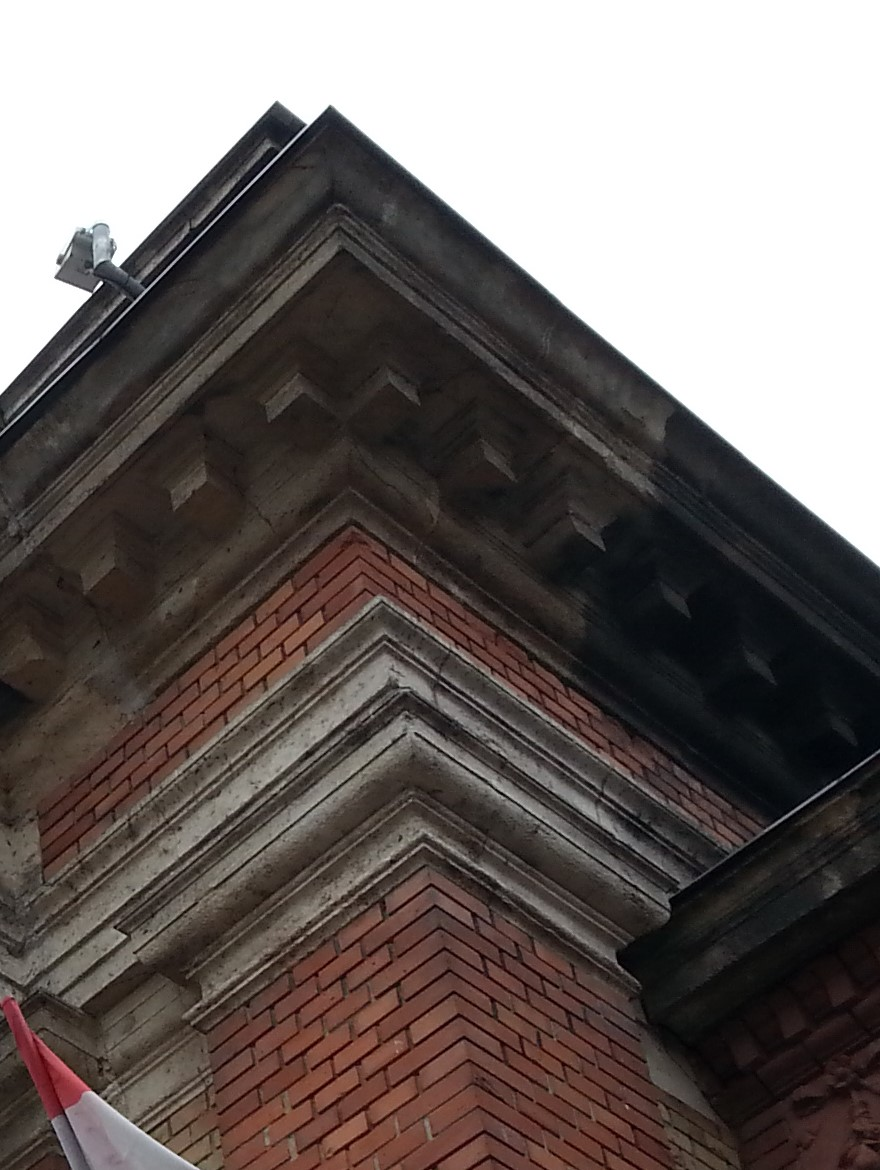
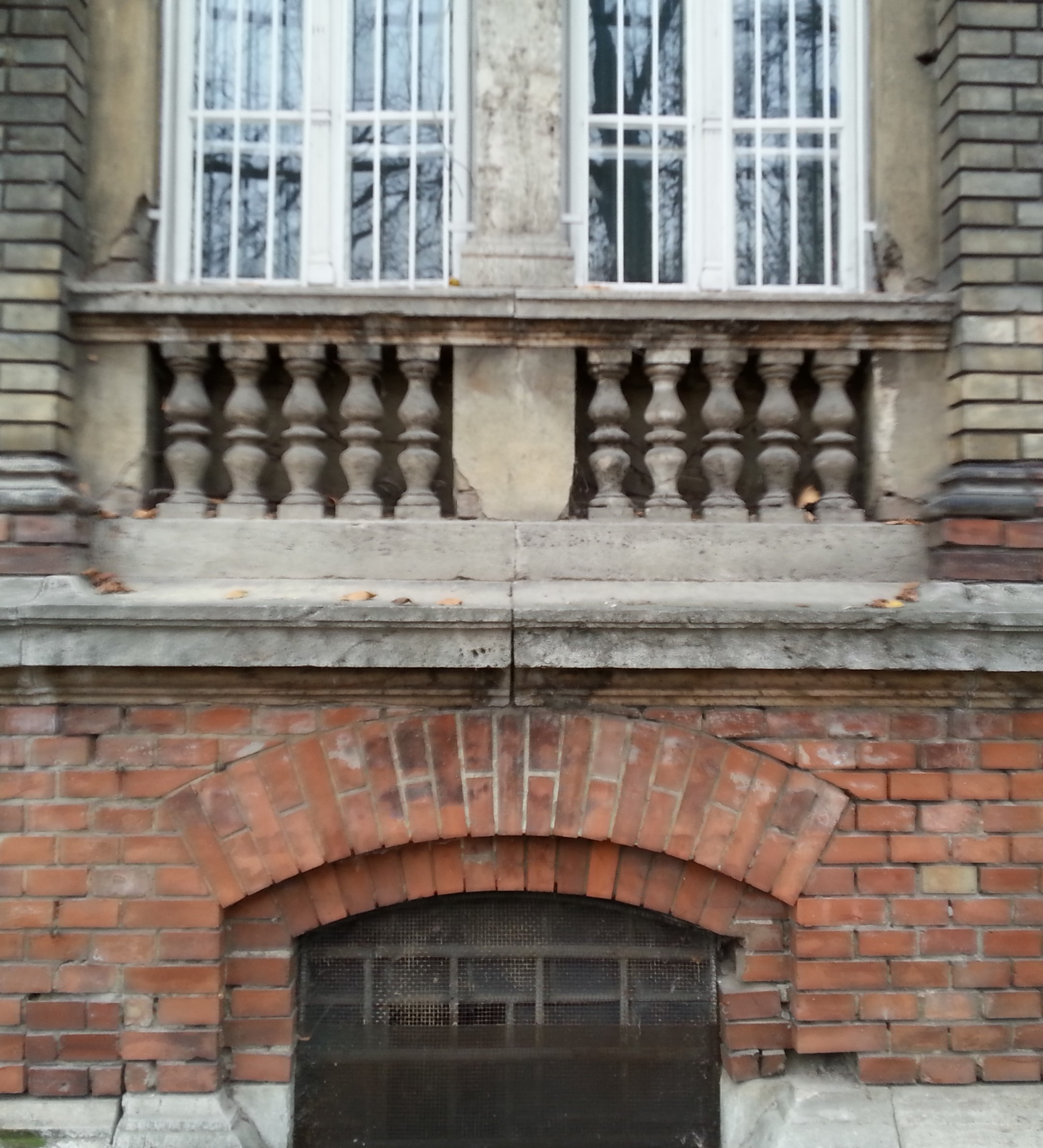
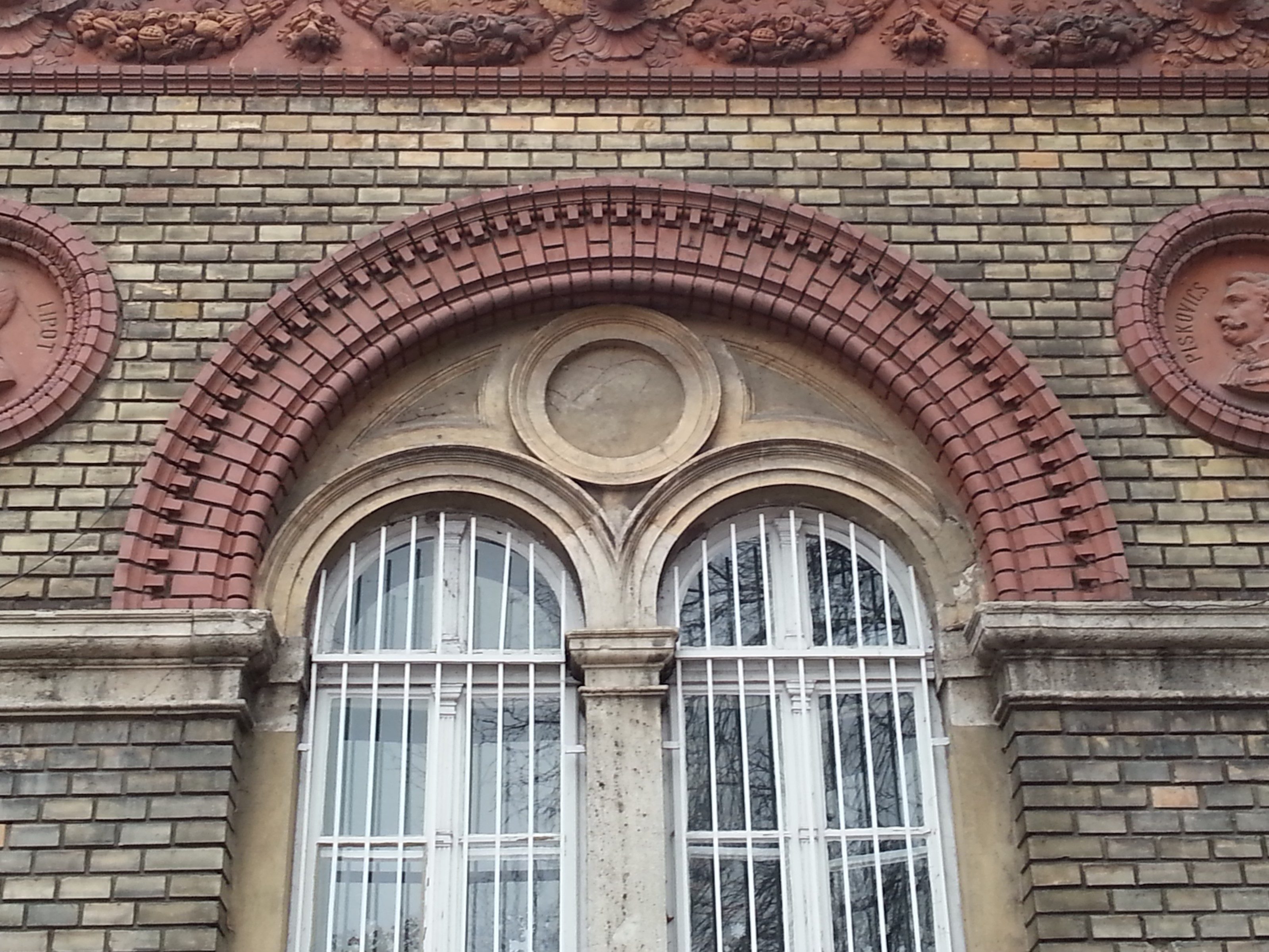
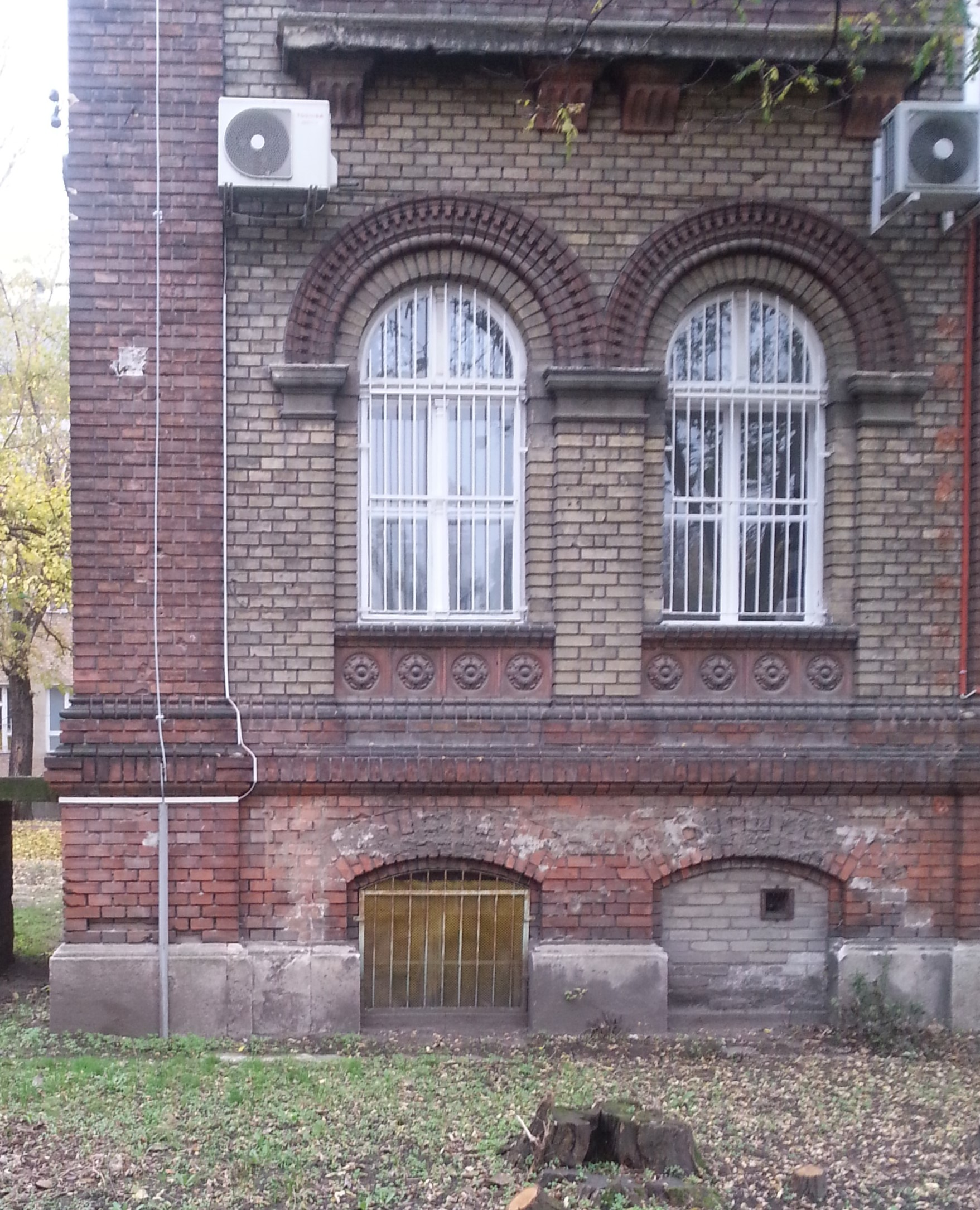
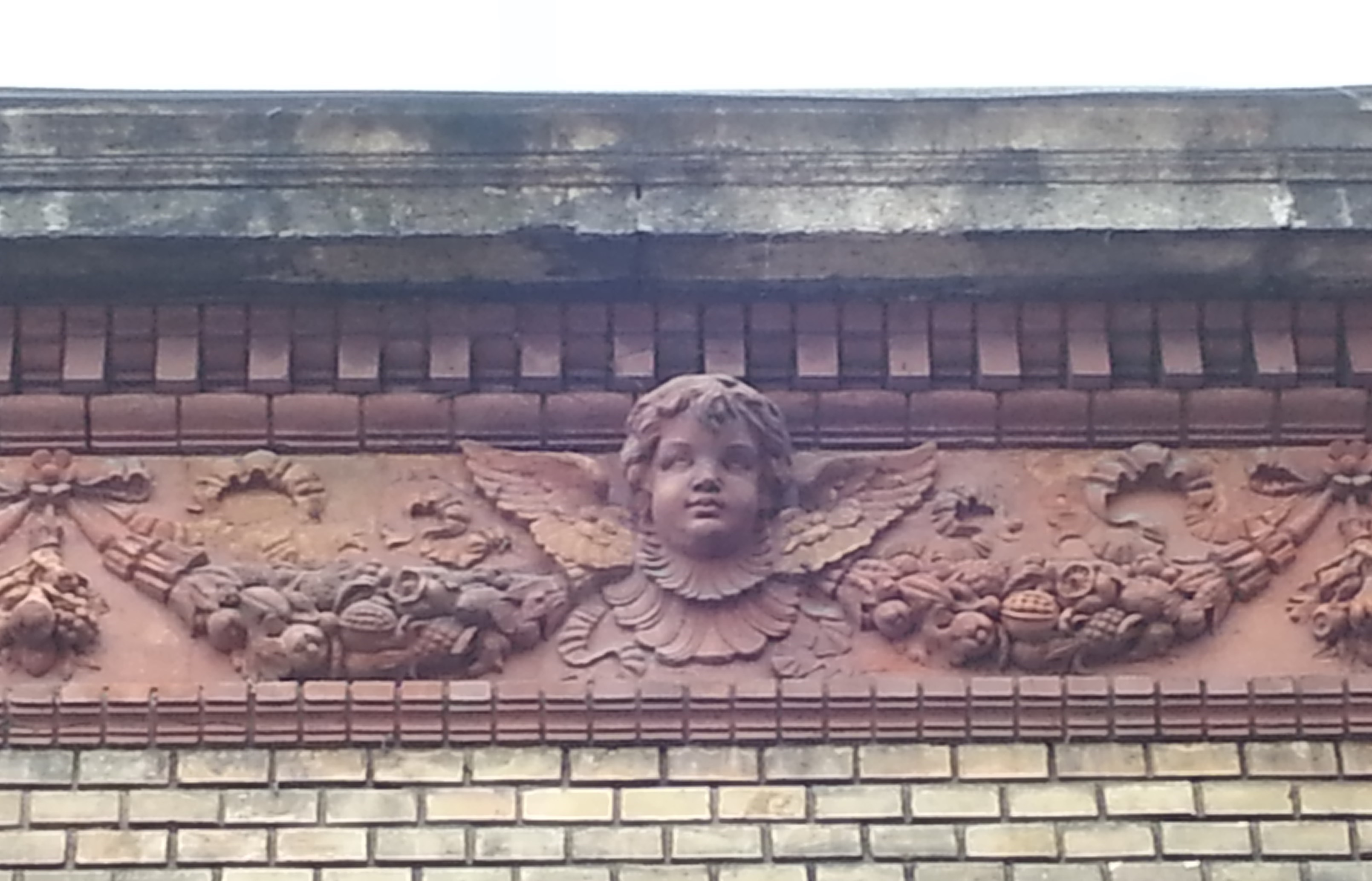
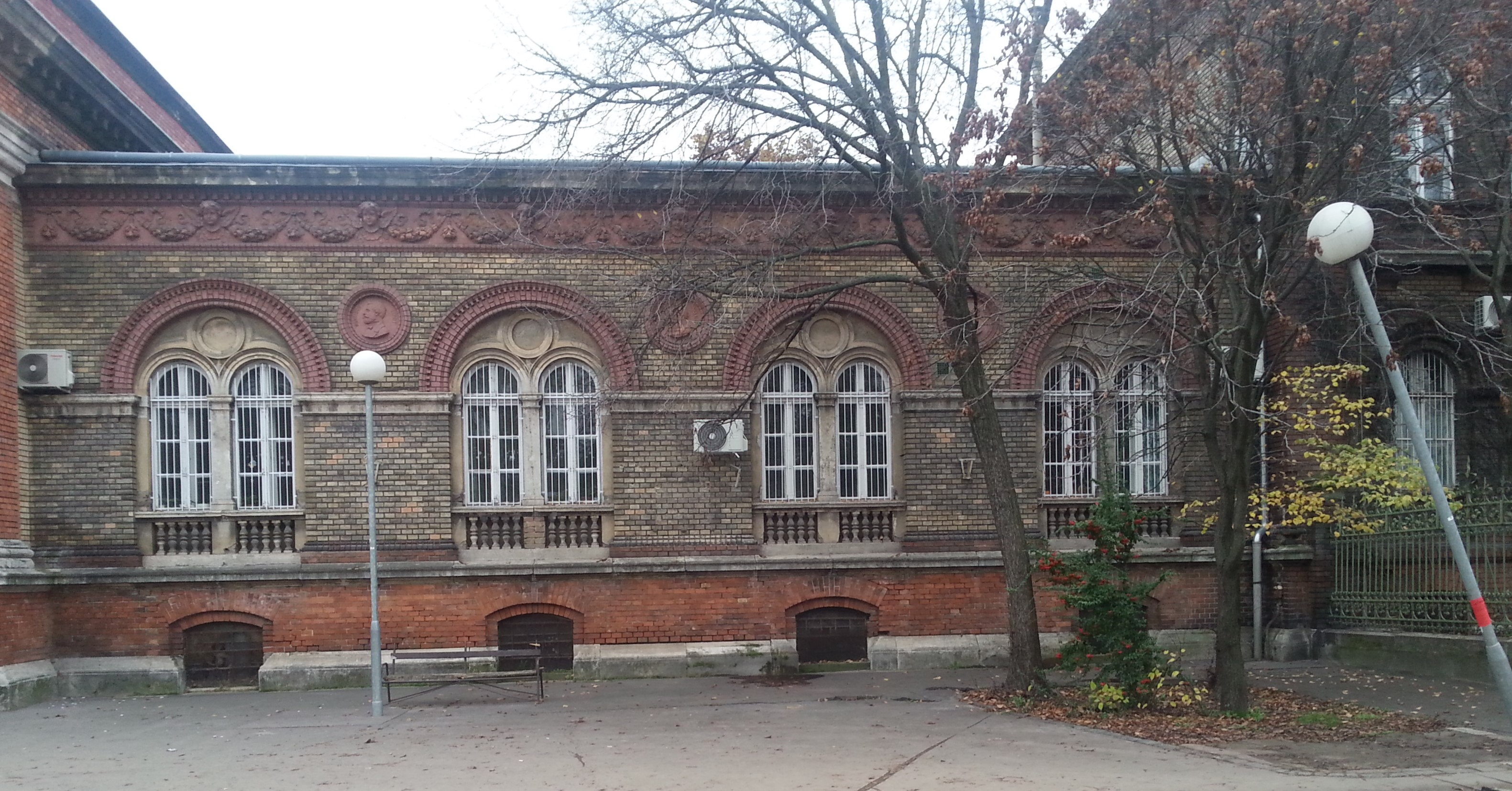
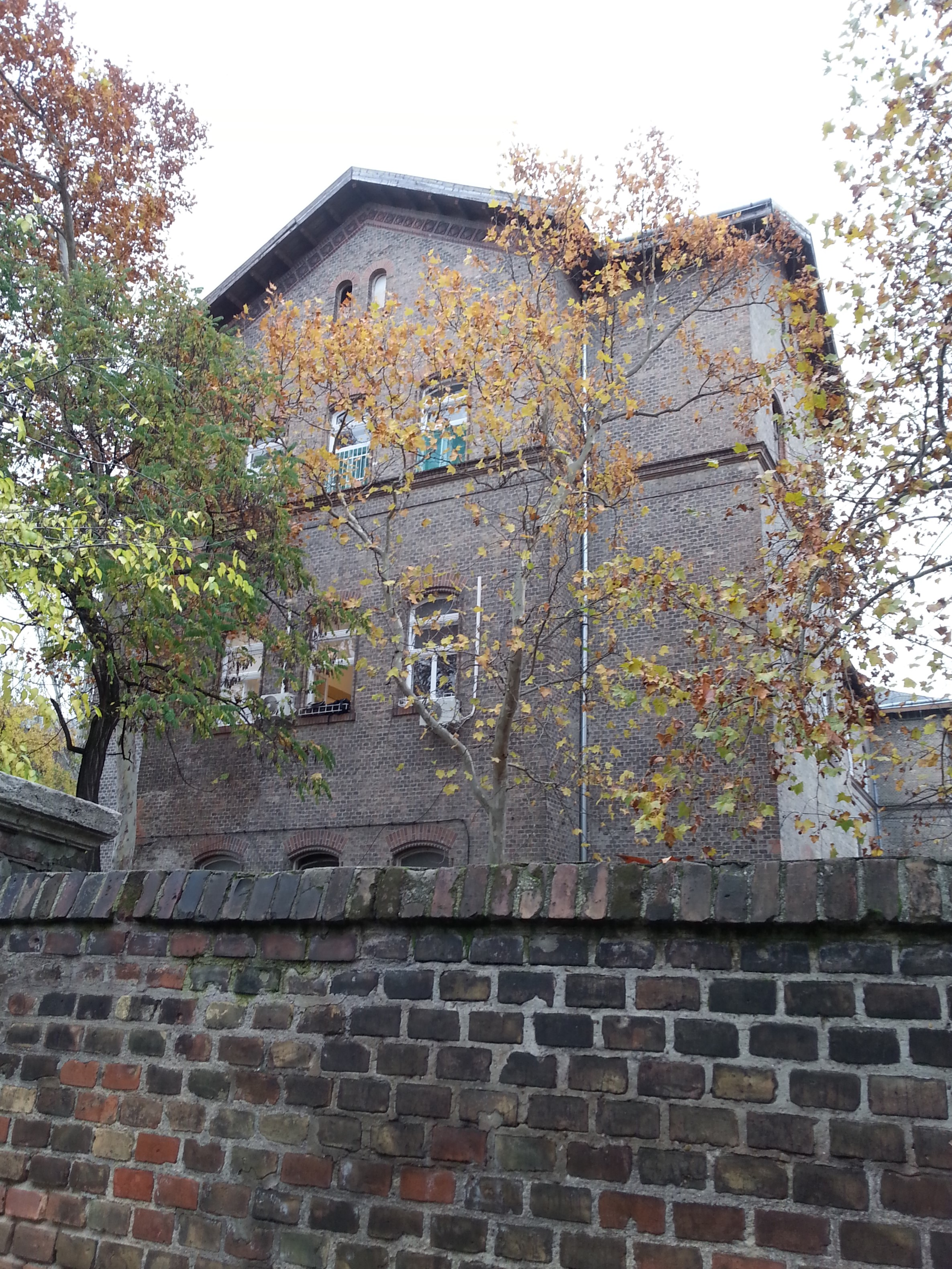
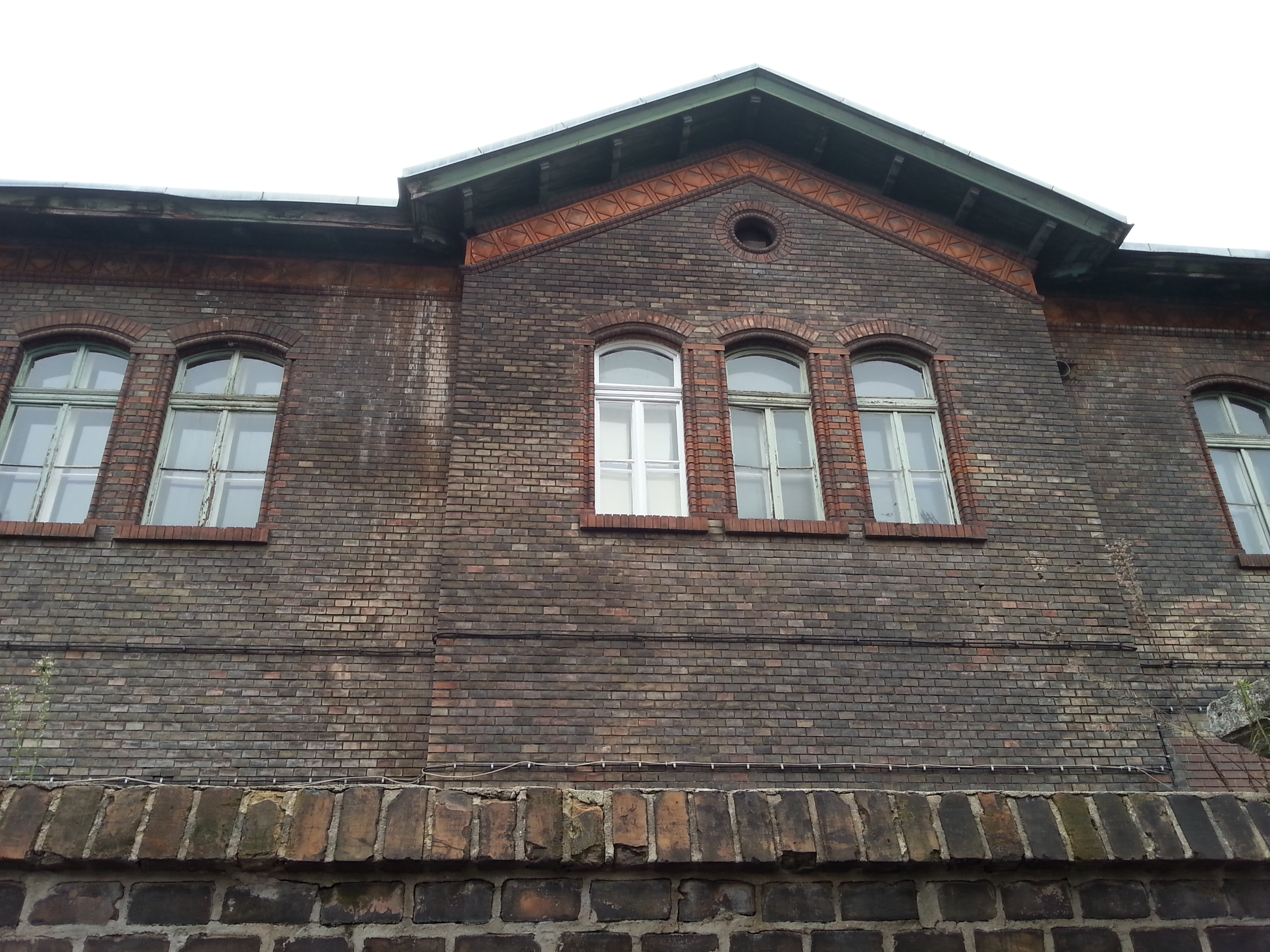
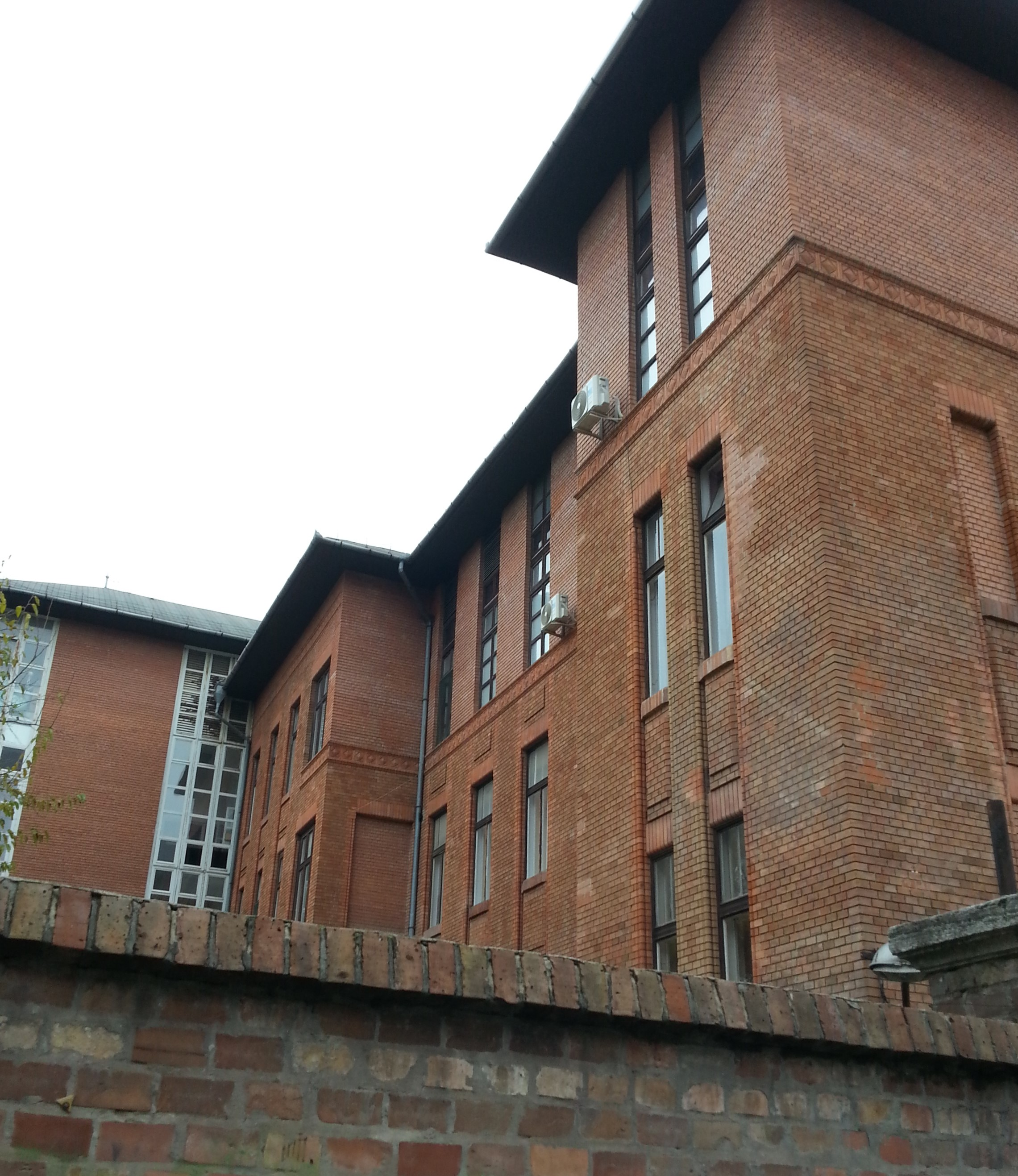
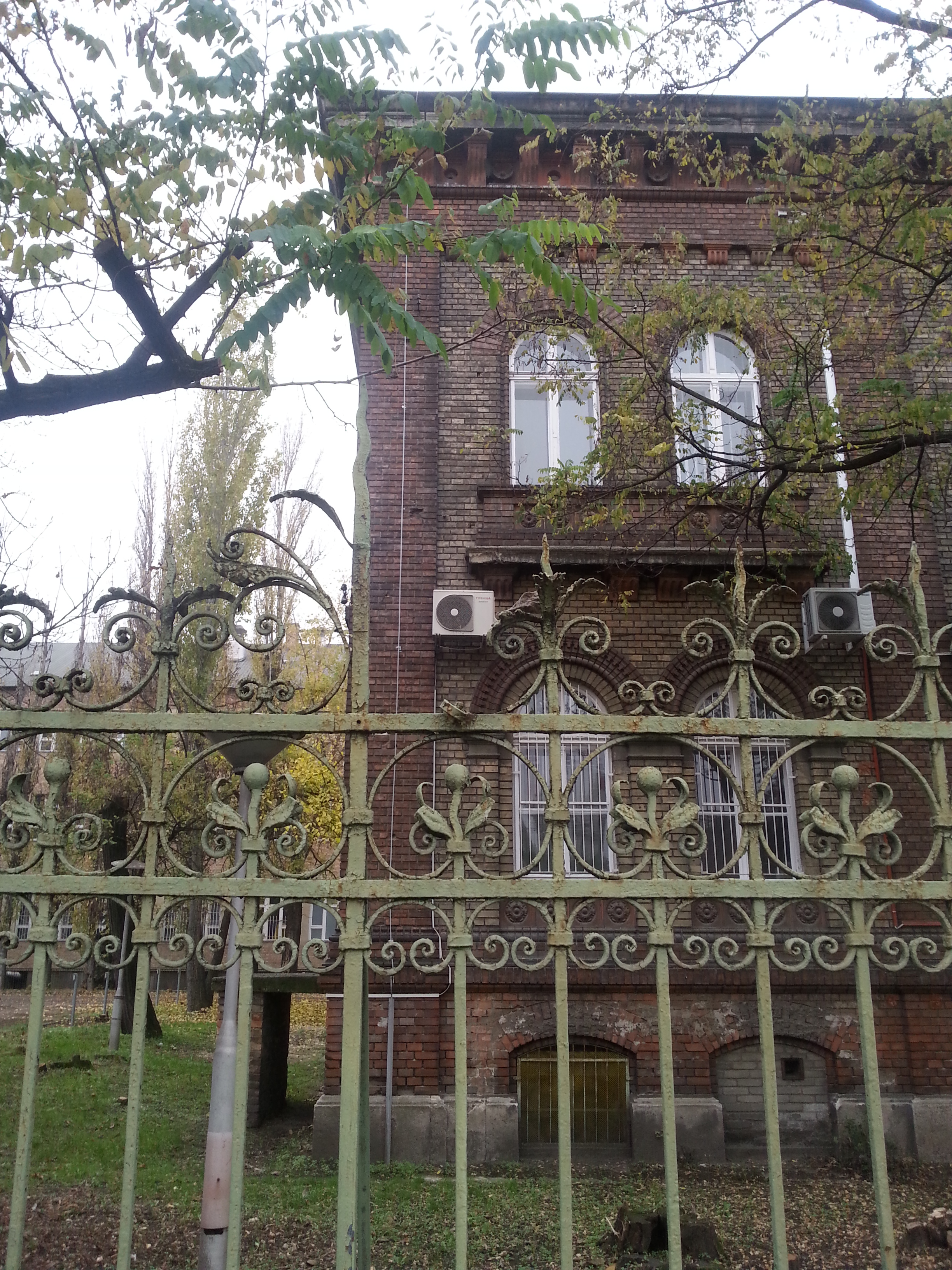
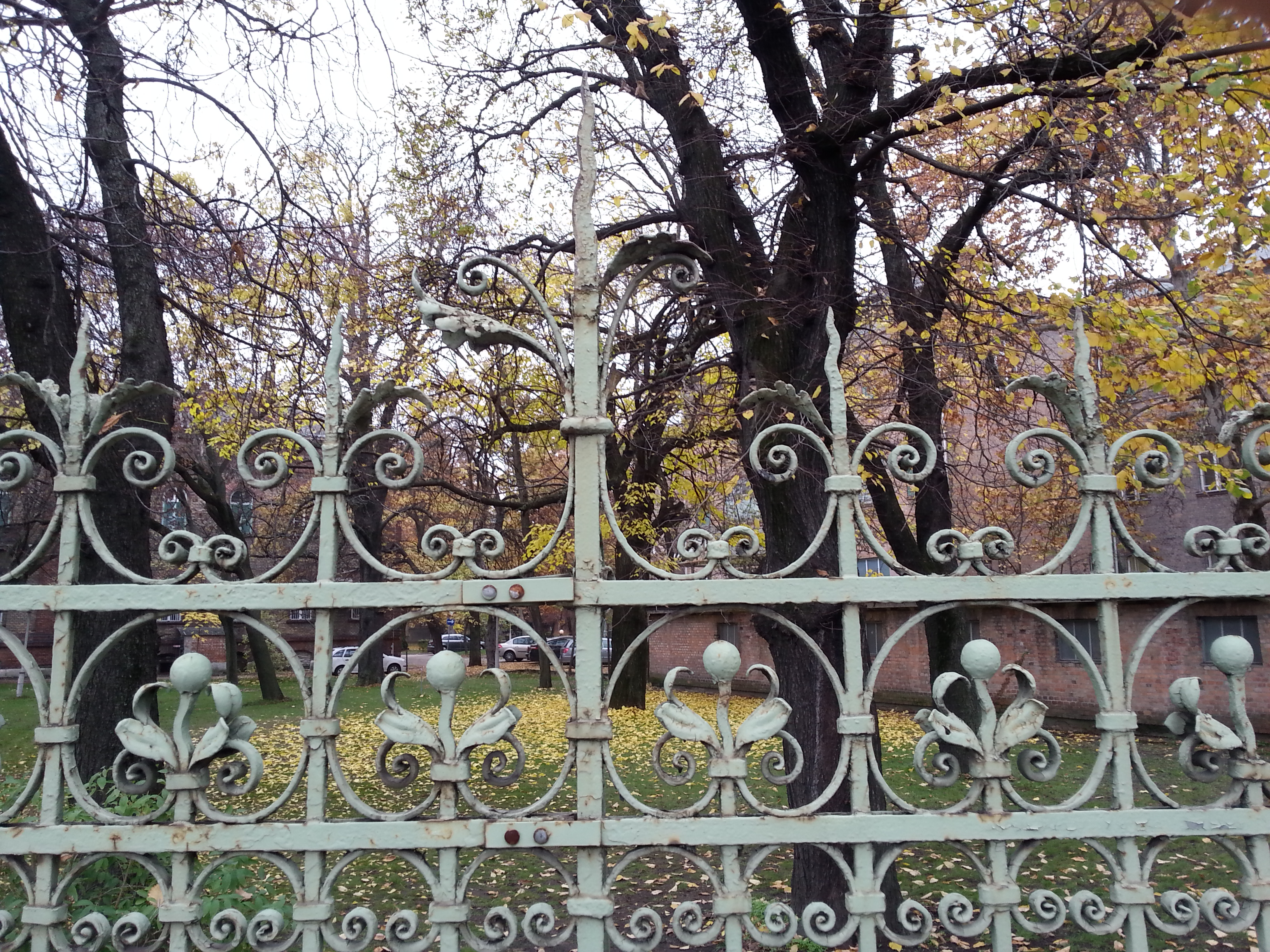